# Bocas del Ródano
Bocas del Ródano (13; en francés: Bouches-du-Rhône, en provenzal "lei Bouco de Rose" en occitano Bocas de Ròse) es un departamento de la región de Provenza-Alpes-Costa Azul (Francia). Su gentilicio en idioma francés es Bucco-Rhodaniens. Con 2.007.684 habitantes, es el tercer departamento más poblado de Francia.
Bocas del Ródano es una colectividad territorial administrada por un consejo departamental compuesto por 58 curules. El departamento tiene 119 municipios agrupados en cuatro intercomunalidades, incluida la metrópoli de Aix-Marsella-Provenza, que incluye 93 municipios, o el 93% de la población del departamento.

## Geografía
- Limita al norte con el departamento de Vaucluse, al este con el departamento de Var, al sur con el mar Mediterráneo (190 km de costa) y al oeste con el departamento de Gard.
- Aquí desemboca el río Ródano. Otros ríos importante son el Durance, afluente del Ródano que marca el límite con el departamento de Vaucluse, y el Arc.
- Cima más alta: Pic de Bertagne (1043 m), en el massif de la Sainte-Baume). La altitud mínima es el nivel del mar en la costa.
- Carretera más elevada: Col de l'Espigoulier 728 m.
- Otras cumbres: Roque Forcade (1033 m), Pic des Mouches (1011 m)
- Se trata del departamento con la mayor superficie lacustre: 387 km².
  - Lago más extenso: laguna de Berre (156 km²).
  - Otros lagos de agua dulce: Lac de Bimont, Réservoir du Réaltor, Étangs d'Entressen, de l'Olivier, des Aulnes, de Lavalduc, d'Engrenier, du Pourra, de Citis, du Landre, du Retour
  - Estanques de agua salada: de Vaccarès, du Vaisseau, de Faraman, de Grande Palun, de Beauduc, du Grand Rascaillan, du Fangassier, de Galabert, du Tampam, de la Dame, du Lion, du Fournelet, de Monro, de Malagroy, de l'Impérial, de Consecanière, de Gines, des Launes, d'Icard, du Fourneau, du Cabri, de l'Arameau, de Rollan, de Malégal, des Salants
  - Marismas saladas : Salin-de-Giraud, Salin-du-Relai
- La comuna (municipio) de Arlés, con 75.893 hectáreas, es la más extensa de Francia.
- Cap Canaille es el acantilado costero más alto de Europa, con 362m.
- Islas:
  - Archipiélago de Frioul, formado por cuatro pequeñas islas —If, Pomègues, Ratonneau y Tiboulain— frente a Marsella.
  - islas de Maire (alt. max. 133 m), Jarre (junto con un islote), Calseraigne, Riou (alt. max. 191 m) y Congloué, todas al sur de Marsella.
  - Île Verte, frente a La Ciotat.
  - La Camarga : la isla principal entre el Grand-Rhône y el Petit-Rhône, que tiene 750 km²; la Petite Camargue al oeste del Petit-Rhône, y una cincuentena de islas menores.

## Demografía
| 1801      | 1831      | 1841      | 1851      | 1856      | 1861      | 1866      |
| --------- | --------- | --------- | --------- | --------- | --------- | --------- |
| 285.012   | 359.473   | 375.003   | 428.989   | 473.365   | 507.112   | 547.903   |
| 1872      | 1876      | 1881      | 1886      | 1891      | 1896      | 1901      |
| 554.911   | 556.379   | 589.028   | 604.857   | 630.622   | 673.820   | 734.347   |
| 1906      | 1911      | 1921      | 1926      | 1931      | 1936      | 1946      |
| 765.918   | 805.755   | 841.996   | 929.549   | 1.101.672 | 1.224.802 | 971.935   |
| 1954      | 1962      | 1968      | 1975      | 1982      | 1990      | 1999      |
| 1.048.762 | 1.248.355 | 1.470.271 | 1.632.974 | 1.724.199 | 1.759.371 | 1.835.719 |

Las mayores ciudades del departamento son (datos del censo de 1999):
- Marsella (798.430 habitantes) y Aix-en-Provence (134.222 habitantes), 1.349.772 en la aglomeración, que desborda los límites del departamento. Entre otros municipios, y además de los dos que le dan nombre, esta aglomeración incluye Martigues (43.493 hab.), Aubagne (42.638 hab.), Vitrolles (36.784 hab.) y Marignane (34.006 hab.).
- Arlés: 50.513 habitantes, 53.057 en la aglomeración, que supera los límites del departamento.
- Salon-de-Provence: 37.129 habitantes, 50.017 en la aglomeración.
- Istres: 38.993 habitantes; la aglomeración solo incluye este municipio.